# Chorzenice (województwo śląskie)
Chorzenice – wieś w Polsce, położona w województwie śląskim, w powiecie częstochowskim, w gminie Kłomnice.

## Nazwa
Po raz pierwszy wieś wymieniona została na przełomie średniowiecza i renesansu. Jest wzmiankowana w początku XVI wieku: w 1511 notowana jako Chorzenice, 1827 Chorzenice, 1880 Chorzenice. Nazwa miejscowości pochodzi od nazwy osobowej Chorzema.

## Historia
Pod koniec XIX wieku miejscowość jako folwark oraz wieś Chorzenice leżącą w powiecie noworadomskim, gmina Rzeki, parafia Borówno odnotował Słownik geograficzny Królestwa Polskiego. W 1827 wieś liczyła 23 domów, w których mieszkało 159 mieszkańców. Dobra chorzenickie składały się z folwarków Chorzenice, Michałów i Wymysłów, a także wsi Chorzenice oraz Przybyłowo. Ogólna rozległość dóbr wynosiła 1312 morg w skład, których wchodziły: grunty orne i ogrody 644 morg, las 429, pastwiska i zarośla 183, nieużytki 56. Wieś Chorzenice liczyła 28 osadników i posiadała 232 morg gruntu, a wieś Przybyłowo 8 osadników i 31 morg.
W latach 1975–1998 miejscowość administracyjnie należała do województwa częstochowskiego.
W miejscowości znajduje się dwór (pałac) z 1926 roku, otaczający go park, rządcówka oraz stajnia. W budynku dworu mieści się obecnie dom dziecka.